# Дубище (Брестская область)
Ду́бище (бел. Дубішча) — деревня в Барановичском районе Брестской области Белоруссии. Входит в состав Жемчужненского сельсовета. Расположена в 20 км по автодорогам к западу от центра Барановичей, на расстоянии 7 км по автодорогам к западу от центра сельсовета, агрогородка Жемчужный. В деревню ведёт дорога из ближайшей деревни Тепливоды. Население — 0 человек (2023).

## История
В 1909 году — хутор в составе Новомышской волости Новогрудского уезда Минской губернии, 3 двора. На карте 1910 года указан как урочище Дубовцы.
После Рижского мирного договора 1921 года — застенок в составе Новомышской гмины Барановичского повета Новогрудского воеводства Польши, 8 домов. 
С 1939 года — в БССР, в 1940–57 годах — в Новомышском районе Барановичской, с 1954 года Брестской области. Затем — в Барановичском районе. С конца июня 1941 года до 9 июля 1944 года оккупирована немецко-фашистскими войсками.

## Население
По состоянию на 1 января 2023 года в деревне проживало 0 человек в 0 хозяйствах. 
| Численность населения (по переписи) | Численность населения (по переписи) | Численность населения (по переписи) | Численность населения (по переписи) | Численность населения (по переписи) | Численность населения (по переписи) |
| 1909                                | 1921                                | 1959                                | 1999                                | 2009                                | 2019                                |
| ----------------------------------- | ----------------------------------- | ----------------------------------- | ----------------------------------- | ----------------------------------- | ----------------------------------- |
| 23                                  | ↗42                                 | ↗96                                 | ↘6                                  | ↘1                                  | →1                                  |